# Zizula tulliola
Zizula tulliola är en fjärilsart som beskrevs av Frederick DuCane Godman och Osbert Salvin 1887. Zizula tulliola ingår i släktet Zizula och familjen juvelvingar. Inga underarter finns listade i Catalogue of Life.